# Wilson Whineray

a Compétitions nationales et continentales officielles uniquement.

b Matchs officiels uniquement.
Dernière mise à jour le 22 octobre 2012.
Wilson James Whineray, né le 10 juillet 1935 à Auckland et mort dans la même ville le 22 octobre 2012, est un joueur néo-zélandais de rugby à XV évoluant au poste de pilier. Il dispute 32 tests matchs avec les All-Blacks de 1957 à 1965.

## Biographie
Au cours de sa carrière, Wilson Whineray joue pour six différentes provinces : Wairarapa Bush (3 matchs en 1953), Mid Canterbury (9 matchs en 1954), Manawatu (7 matchs en 1955), Canterbury (16 matchs en 1956-57), Waikato (7 matchs en 1958) et Auckland (61 matchs dans la période 1959-66). Il joue aussi pour les sélections de la South Island en 1957 et de la North Island (6 fois en 1958-65). En 1956, âgé de 21 ans, il bat deux fois les Springboks avec Canterbury et les universitaires de Nouvelle-Zélande. Bien qu’il joue comme pilier, Whineray réussit quand même à marquer 50 essais pendant des matchs de haut niveau.
Wilson Whineray connaît des sélections avec les équipes de Nouvelle-Zélande des moins de 21 ans (1955) et des moins de 23 ans (1958). Il obtient sa première sélection avec les All-Blacks le 18 mai 1957 contre l'équipe d'Australie. Il est capitaine des All-Blacks pour la première fois en 1957, à l'âge de 23 ans. Il conduit ceux-ci à toute une série de victoires contre les Lions britanniques (1959), Springboks (1960), la France (1961) et les Wallabies (1962). Le sommet de sa carrière est la tournée des Blacks en Grande-Bretagne et en France en 1963-1964. Il manque des test matchs en 1964 contre les Wallabies mais revient en 1965 pour battre les Springboks (3 victoires et une défaite). Il obtient sa dernière sélection le 18 septembre 1965 à l'occasion d'un match contre l'Afrique du Sud.
Whineray est considéré comme l'un des plus grands capitaines des All-Blacks de l’histoire, équipe dont il est le captiaine lors de 30 des 32 test matchs qu’il a joué. Son bilan en tant que capitaine est éloquent : 23 victoires, 4 défaites et 3 matchs nuls. À son époque il y a moins de test matchs qu’actuellement, mais il a connu tout de même deux saisons exceptionnellement chargées avec 19 tests en 1960 et 16 en 1963.
En 1965, Wilson Whineray est élu sportif de l'année en Nouvelle-Zélande et il prend sa retraite en 1966. En 2003 il est devenu patron de la New Zealand Rugby Union. Il est intronisé au Temple international de la renommée du rugby en 1999 et au Temple de la renommée IRB en 2007. Il meurt le 22 octobre 2012 à l'âge de 77 ans.

## Statistiques en équipe nationale
- Nombre de tests avec les Blacks :  32 (dont 30 fois capitaine)
- Autres matchs avec les Blacks : 13
- 6 points (2 essais)
- Matchs avec les Blacks par année : 9 en 1957, 3 en 1958, 4 en 1959, 19 en 1960, 3 en 1961, 8 en 1962, 16 en 1963, 11 en 1964 et 4 en 1965